# Piancastagnaio
Piancastagnaio ist ein Ort mit 3867 Einwohnern (Stand 31. Dezember 2023) in der Provinz Siena, Region Toskana in Italien.

## Geografie

Lage von Piancastagnaio in der Provinz Siena

Der Ort erstreckt sich über 69 km². Er liegt etwa 60 km südöstlich der Provinzhauptstadt Siena und rund 110 km südöstlich der Regionalhauptstadt Florenz. Westlich grenzt der Ort an die Provinz Grosseto, südlich an die von Viterbo (Region Latium). Der Ort liegt in der klimatischen Einordnung italienischer Gemeinden in der Zone E, 2 629 GG und an den Flüssen Paglia (1 km im Gemeindegebiet) und Siele (5 km im Gemeindegebiet). Der Ort liegt im Bistum Pitigliano-Sovana-Orbetello und gehört somit zum Erzbistum Siena-Colle di Val d’Elsa-Montalcino. Der historische Ortskern ist in Drittel (terzi, auch/oder terzieri genannt) eingeteilt: Castello, Borgo und Voltaia.
Einziger Ortsteil (frazione) ist Saragiolo (901 m, ca. 370 Einwohner). Weitere Örtlichkeiten (località) bzw. Weiler sind Quaranta (956 m, ca. 50 Einwohner) und Tre Case (842 m, ca. 120 Einwohner).
Die Nachbargemeinden sind Abbadia San Salvatore, Castell’Azzara (GR), Proceno (VT), San Casciano dei Bagni und Santa Fiora (GR).

## Geschichte
Ab dem 11. Jahrhundert stand der Ort unter der Herrschaft der Feudalherrenfamilie der Aldobrandeschi. Am Ende desselben Jahrhunderts teilte sich die Zivilherrschaft zwischen den Feudalherren und dem Kloster der Abbadia San Salvatore auf. Im 13. Jahrhundert herrschten die Visconti di Campiglia, danach Orvieto. 1415 eroberte Siena den Ort, nach deren Niederlage (1555) erlangte Florenz die Herrschaft. Diese gaben den Ort 1600 an die Bourbon del Monte Santa Maria in Feudalbesitz. Durch die Reformen von Leopold II. wurde der Ort eigenständige Gemeinde.

## Palio und Contrade

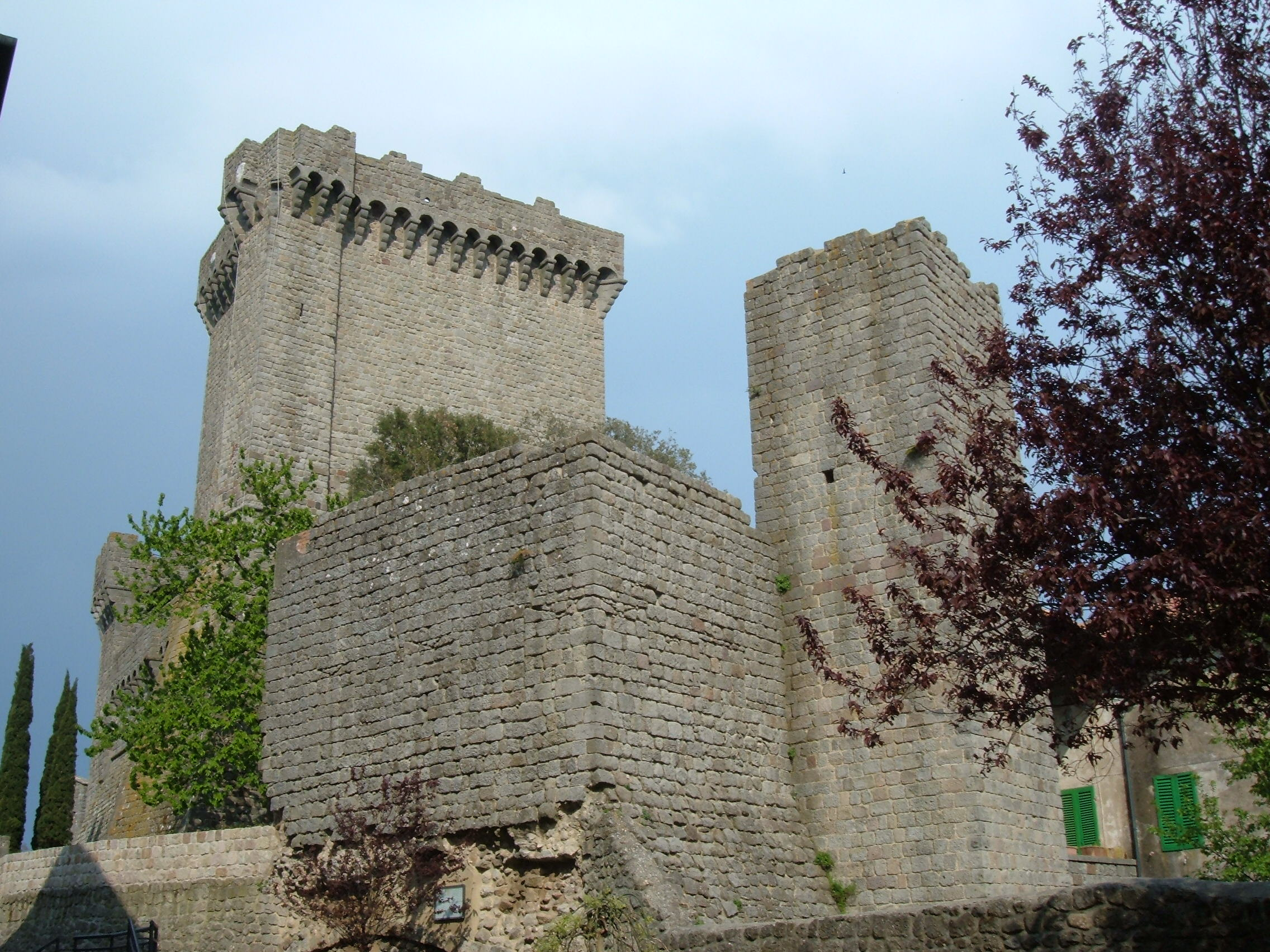
Rocca aldobrandesca

Der Palio di Piancastagnaio findet jedes Jahr am 18. August statt und ist ein Palio, der mit Pferden ausgetragen wird. Er findet wahrscheinlich seit dem 16. Jahrhundert statt, die Gewinner sind allerdings erst seit 1954 dokumentiert. Bei dem Palio treten die vier Contraden (dt. Stadtteile / Ortsteile) der historischen Altstadt gegeneinander an. Diese Contaden sind:
- Borgo (gelb-blaues Wappen mit schwarzem Pferd)
- Coro (rot-schwarzes Wappen mit goldenem Adler)
- Castello (rot-grünes Wappen mit goldener Burg)
- Voltaia (schwarz-weißes Wappen mit Eiche im Stadttor)

## Sehenswürdigkeiten

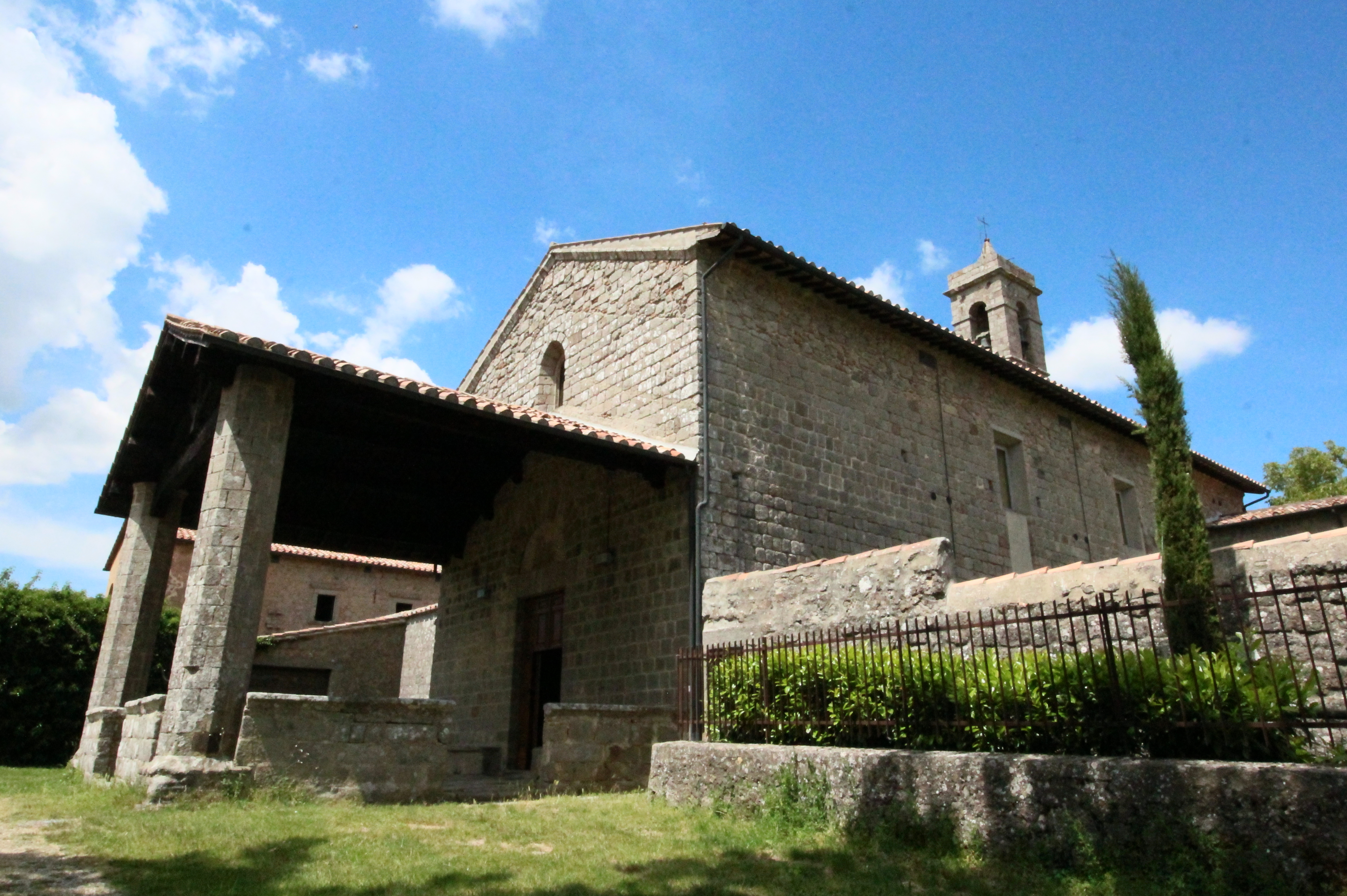
Chiesa di San Francesco

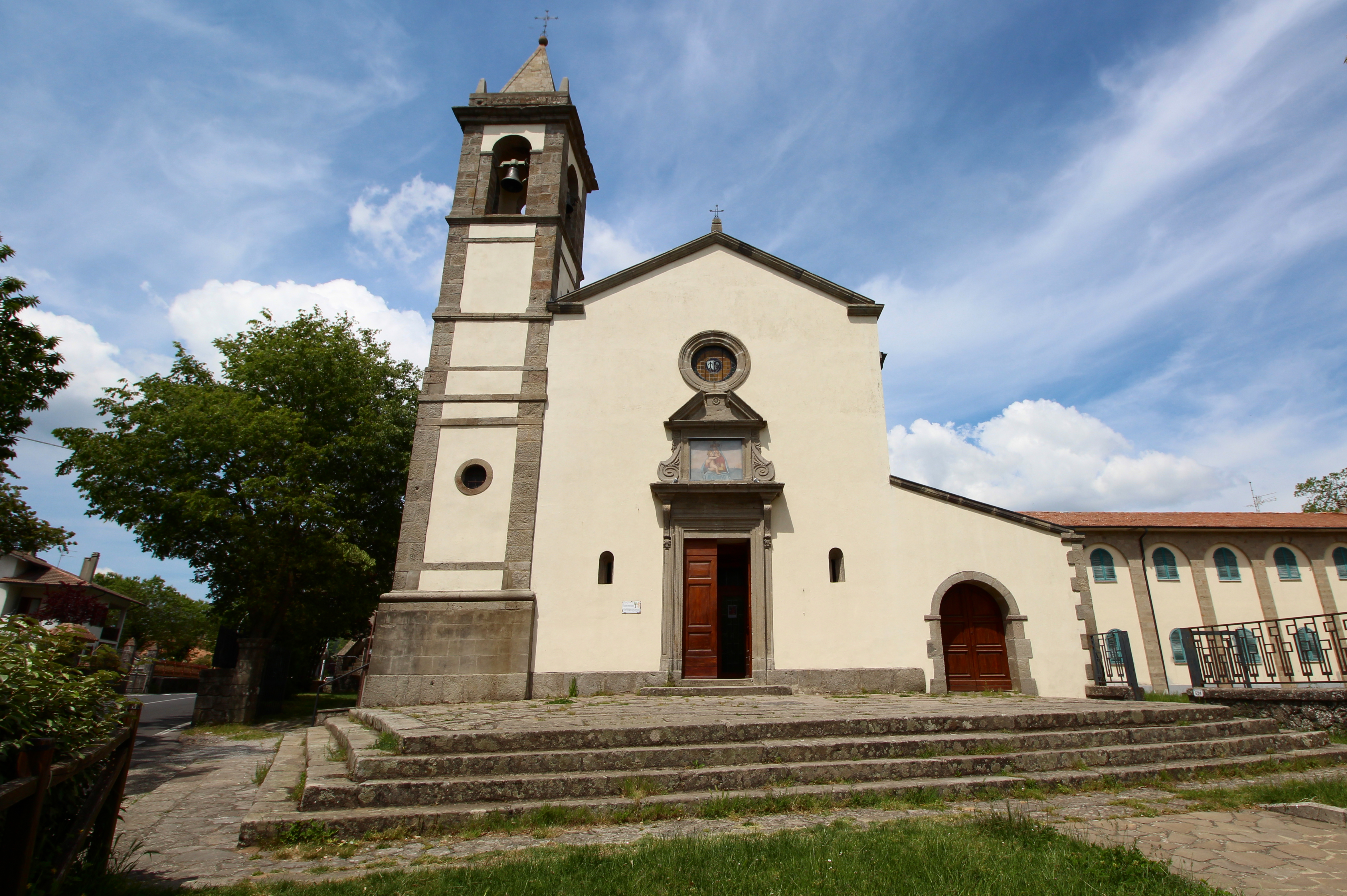
Santuario della Madonna di San Pietro

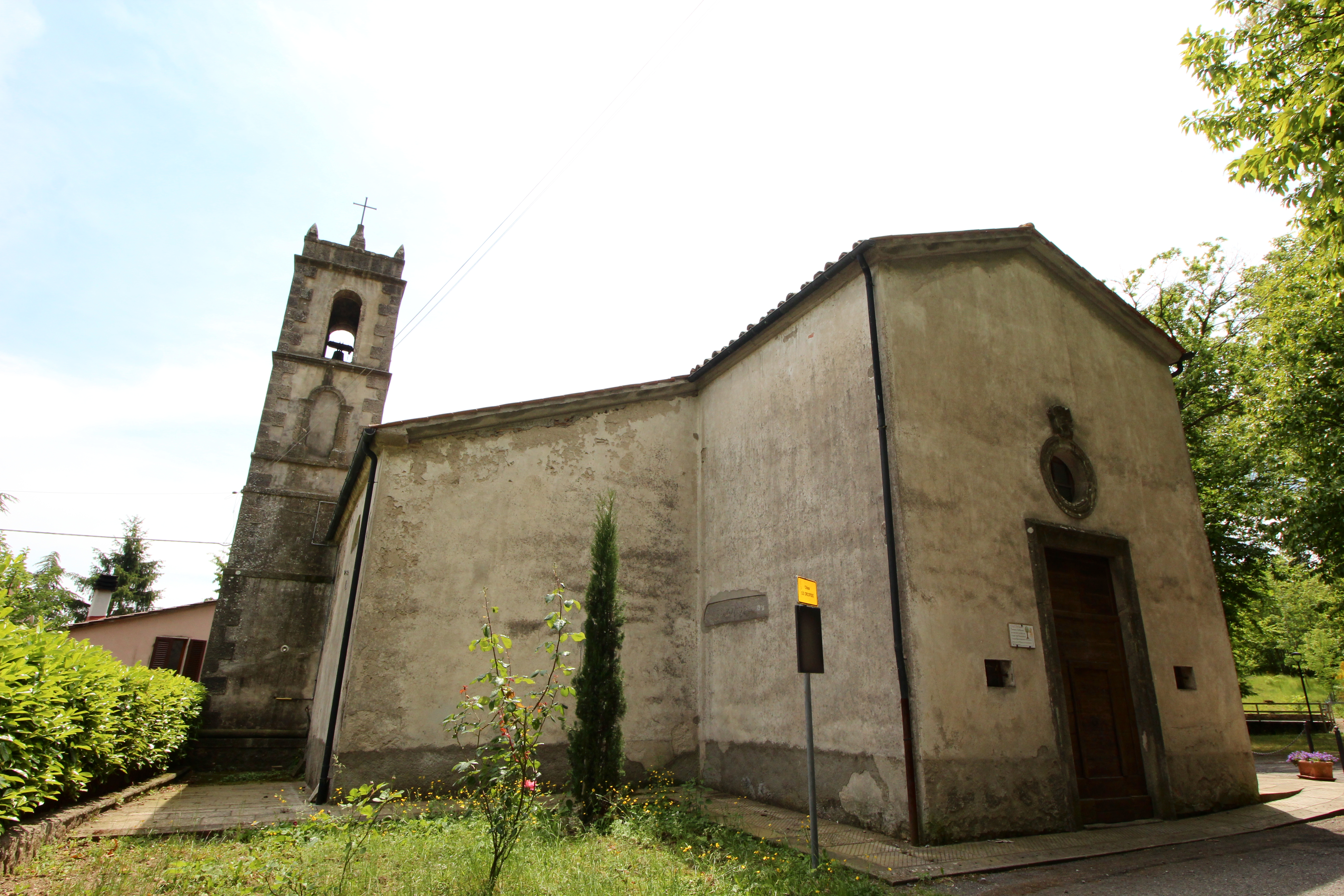
Chiesa del Crocifisso in Tre Case

- Castello degli Aldobrandeschi, auch Rocca aldobrandesca, mittelalterliche Burg im Ortskern (Castello).
- Pieve di Santa Maria Assunta, bereits 1188 erwähnte Pieve. Die Kapelle Santissimo Sacramento enthält Fresken (Santo Stefano), ein Taufbecken aus dem 15./16. Jahrhundert und ein Portal aus dem Jahr 1617. Die Kapelle Santissima Annunziata stammt aus dem 16. Jahrhundert und besitzt von Pasquale Leoncini die Holzstatue Cristo morto (1864).[9]
- Chiesa della Madonna delle Grazie, Kirche im Ortskern (Borgo), enthält Fresken von 1468 von Nanni di Pietro den Freskenzyklus Madonna assunta con i Santi Michele arcangelo, Pietro e Bartolomeo, Eterno in gloria con i quattro evangelisti, Decollazione del Battista, Martirio di San Sebastiano und weitere.[9]
- Chiesa di San Filippo Neri, Kirche im Ortskern (Castello). Enthält das Leinwandgemälde Apparizione della Madonna col Bambino a San Filippo Neri (18. Jahrhundert).[9]
- Sinagoga, ehemalige Synagoge im Ortskern (Borgo).
- Palazzo Comunale (13. Jahrhundert, Piazza dell’Orologio, Borgo)[10]
- Palazzo del Podestà (15. Jahrhundert, Piazza dell’Orologio, Borgo)[10]
- Torre dell’Orologio (Piazza dell’Orologio, Borgo)[10]
- Palazzo del Marchese Bourbon del Monte (ab 1603 entstanden, Borgo)[10]
- Stadtmauern von Piancastagnaio, mit den Stadttoren:
  - Porta del Castello, nördliches Tor nahe dem Castello.
  - Porta della Fontanella, südliches Tor nahe dem Brunnen Fontanella und der Kirche Madonna delle Grazie.
  - Porta di Voltaia, auch Porta Castellana oder del Cancello genannt. Westliches Tor, das zum Brunnen Fonte di Voltaia führt.
  - Porticciola, südwestliches Tor nahe dem Palazzo del Monte.
  - Porta Montanina, mittlerweile im Ortskern gelegen.
- Chiesa di San Francesco, 1278 konsekrierte Kirche außerhalb der Stadtmauern mit dem anliegenden Konvent San Bartolomeo, der bis 1812 aktiv war. Enthält das Fresko Strage degli Innocenti (14. Jahrhundert).[9]
- Santuario della Madonna di San Pietro, Sanktuarium außerhalb der Stadtmauern. Wurde 1188 als Kirche dokumentiert. Enthält mehrere Werke von Francesco Nasini (Miracolo di Sant’Andrea Corsini, Ecce Homo, Trionfo di San Michele) und eine Madonna col Bambino (1580) von Martino d’Urbano da Celia.[9]
- Chiesa del Crocifisso, Kirche in Tre Case. Entstand nahe dem Baum, wo der hl. San Francesco d’Assisi Ruhe suchte, Leccio delle Ripe genannt. Die Kirche entstand nahe dem Konvent der Franziskaner und trug zunächst den Titel der Santissima Trinità.[11]
- Chiesa della Madonna delle Grazie, Kirche in Saragiolo.[9]

## Sport
Der örtliche Fußballklub US Pianese spielt seit 2010 ununterbrochen in der viertklassigen Serie D.

## Söhne und Töchter der Gemeinde
- Pietro Maria Pieri OSM (1676–1743), Kardinal
- Cipriano Vagaggini (1909–1999), Benediktiner